# Automatic Writing 2
AW II (Automatic Writing II) är det amerikanska bandet Ataxias senaste album, som släpptes 29 maj 2007 efter att ha blivit uppskjutet flera gånger. Det är den andra hälften av Ataxias inspelningar från januari 2004.

## Låtlista
1. Attention - 11:46
2. Union - 4:37
3. Hands - 4:04
4. The Soldier - 10:04
5. The Empty's Response - 6:15